# Robbie Keane
Robert David "Robbie" Keane (ír nyelven: Roibéard Daithí Ó Catháin) (Dublin, 1980. július 8. –) ír válogatott labdarúgó. 2025. január 6-tól a Ferencvárosi TC vezetőedzője.
A válogatott örök ranglistáján ő a gólkirály 56 góllal, s ezzel az első ír játékos, aki 50 gólt szerzett a válogatottban. A nemzetközi mérkőzéseket figyelembe vevő góllövőlistán a mindenkori 28. legeredményesebb futballista. (2024. december 31.)
Keane a Premier League történetének tizenhetedik legeredményesebb játékosa 126 góllal (2025. január 5-i adat), valamint a Tottenham Hotspur csapatának kilencedik legtöbb gólt szerző futballistája.

## Pályafutása
Keane a pályafutását a dél-írországi Crumlin United-ben kezdte, tehetségét már kiskorában felfedezték. U10-es labdarúgóként gólonként 1 fontot kapott, és nemsokára több profi angol klub is figyelte, többek közt a Liverpool is. Ennek ellenére a Wolverhampton Wanderershez csatlakozott. Keane 15 évesen az ificsapat tagja lett, majd 17 évesen, 1997. augusztus 9-én bemutatkozott a felnőtteknél is, egyből két góllal a Norwich City ellen. A következő szezonban már a csapat elengedhetetlen tagja lett. Az 1998-99-es szezonban 16 gólt szerzett, amivel ő lett a csapat gólkirálya. Keane teljesítménye és góljai a Wolves-ban és a válogatottban felkeltették nagyobb klubok érdeklődését.

### Coventry City
1999-ben, pár héttel az 1999–2000-es szezon kezdete után, akkor – tinédzserként – brit rekordnak számító 6 millió fontért igazolt át a Premier League-ben szereplő Coventry City-hez. Sikeres szezon után (12 gól 34 meccs) több nagy európai klub is érdeklődni kezdett utána. Végül Marcello Lippi vette meg az Internazionale számára 13 millió fontért.

### Leeds United
2000 decemberében érkezett kölcsönbe a Leeds Unitedhez. Lenyűgözően indította Leeds-es pályafutását: 14 meccsen 9 gólt szerzett, mielőtt a Leeds menedzsere David O’Leary permanenssé tette kölcsönszerződését 2001 májusában 12 millió fontért. A következő szezonja nem sikerült túl fényesen és egykettőre a kispadon találta magát. A teljesítménye is megromlott, csupán 10 gólt lőtt 36 mérkőzésen.
Időközben a Leeds pénzügyi nehézségei miatt kénytelen volt több játékosát is eladni, és Keane hamarosan csatlakozott is a távozókhoz.

### Tottenham Hotspur

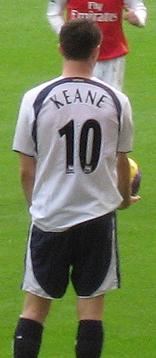
Robbie Keane 2006-ban az Arsenal ellen

Keane 2002-ben igazolt a Tottenham Hotspurba 7 millió fontért. Debütáló mérkőzésén, 2002. szeptember 15-én a West Ham United ellen büntetőt harcolt ki csapatának; a Tottenham 3–2-re nyerte a találkozót. Első gólját a negyedik bajnoki mérkőzésén, 2002. október 6-án a Blackburn Rovers ellen szerezte az Ewood Parkban. A szezon végén a Tottenham a 10-edik helyen végzett a bajnokságban, Keane viszont a csapat gólkirálya lett 13 góllal. Az Everton ellen mesterhármast is szerzett a White Hart Lane-en.
Második szezonjában 16 gólt lőtt, amivel ismét gólkirály lett, és elnyerte "Az év játékosa" díjat is a klubnál. Az idényben a Spurs a kiesés ellen küzdött, Keane fontos szerepet játszott abban, hogy bent maradjanak a Premiershipben. A Wolverhampton Wanderers ellen mesterhármast szerzett, a rivális Arsenal ellen pedig a mérkőzés utolsó percében értékesített büntetőt, amivel pontot mentett a csapatnak: a derbi 2–2-es döntetlennel zárult.

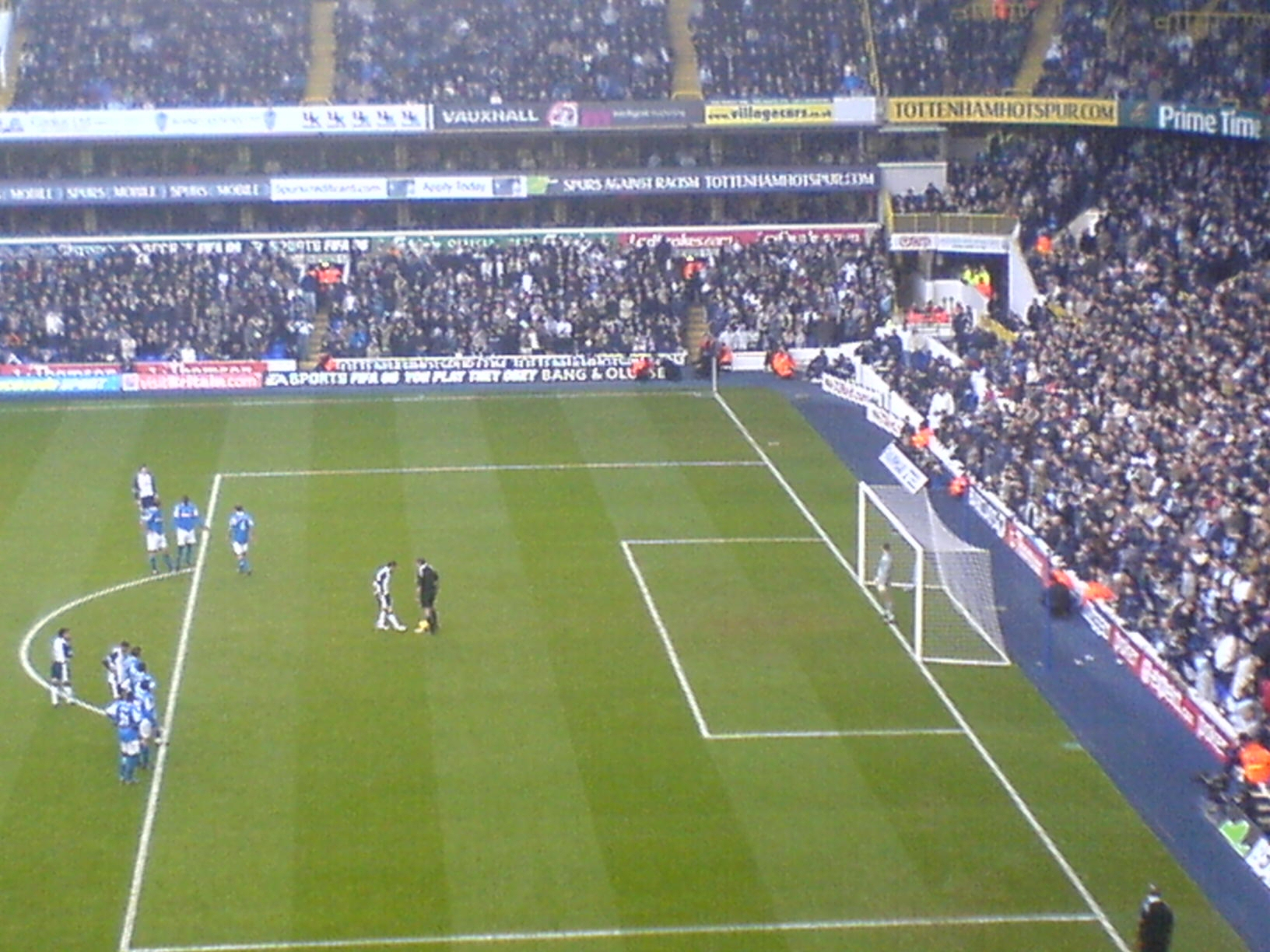
Keane büntetőrúgáshoz készülődik a White Hart Lane-en

Harmadik szezonjában kevesebb lehetőséghez jutott. Annak ellenére, hogy eddigi legtöbb gólját (17) szerezte, csupán másodlagos csatár volt Jermain Defoe mellett a szezon nagy részében. Csalódottsága tetőpontja volt, mikor 2005 áprilisában a Birmingham City elleni meccs végén már minden cserelehetőséget kihasználtak, és ő nem kapott játéklehetőséget. Jövője a klubnál kérdéses volt.
A 2005-2006-os szezon ugyanúgy kezdődött, mint ahogy az előző végződött; Mido mellett ismét Defoe-t részesítették előnyben a csatársorban. Viszont mikor Martin Jol menedzser novemberben átvette a klubot, Keane kitartása a csapatnál kifizetődött; Jol esélyt adott a játékosnak, hogy helyettesítse Defoe-t. Meg is ragadta ezt a lehetőséget, és karrierje legjobb játékát produkálta, márciusban pedig leelőzte Midót a góllövőlistán. A szezont 16 góllal zárta, ezzel negyedik lett a Premier League góllövőlistáján. Ő lett a csapat alkapitánya, átvéve a kapitányi rangot azokban az esetekben, ha a kapitány, Ledley King nincs jelen a mérkőzéseken.
2006. március 3-án nyilvánosan is kijelentették, hogy Keane újabb 4 éves szerződést írt alá, ami 2010-ig a klubnál tartja őt.
Keane a 2006–07-es szezont nehézkesen kezdte, amit a térdszalagműtétje tovább hátráltatott.
Felépülése után jól működő kapcsolatot alakított ki a klubhoz nyáron érkező Dimitar Berbatovval. Keane és Berbatov együtt nyerték meg az FA Premier League Hónap Játékosa díjat áprilisban.
Robbie a szezont összesen 22 góllal zárta. Utolsó 15 mérkőzésén 15 gólt lőtt a szezonban.
Keane Tottenham-beli 200-adik mérkőzését a 2006–07-es szezon utolsó meccsén, a Manchester City ellen játszotta, és az első gólt ő lőtte. A Spurs megnyerte a meccset 2–1-re, ami 5. helyet jelentett a ligában.
2007. május 28-án újabb 5 évre szóló szerződést írt alá, így 2012-ig előreláthatóan a klubnál marad.
Keane már a 2007-08-as szezon előtti mérkőzéseken is sorban lőtte a gólokat. A bajnokságban továbbra is meghatározó tagja a csapatnak. Három egymást követő mérkőzésen gólt lőtt (Bolton, Aston Villa, Liverpool). A 2007. október 7-ei, Liverpool elleni idegenbeli meccsen duplázni tudott, végül csupán 2–2-es döntetlent ért el a Spurs, mivel Fernando Torres a hosszabbításban egyenlített. Az UEFA-kupában az Anorthosis ellen mindkét meccsen lőtt gólt, valamint november 8-án a Hapoel Tel Aviv elleni 2–0-s győzelemben is benne volt a lába.
2007. december 26-án a Fulhamnek lőtt 2 góljával ő lett a 13. játékos a Premiership történetében, aki elérte a 100 gólt a bajnokságban (Coventry, Leeds és Tottenham játékosként összesen). 2007 egy rendkívüli év volt a csatár számára, 40 mérkőzésen 31 gólt szerzett és 13-at készített elő. 19 bajnoki góljával ő volt a legeredményesebb Premier League játékos a 2007-es kalendáriumi évben. 2008. január 19-én a Sunderland ellen elérte a 100 gólt a Tottenham színeiben. A Tottenham játékosai között ő a 15., aki elérte a 100 gólos határt.
Játszott a Chelsea elleni Ligakupa-döntőn az új Wembley stadionban 2008. február 24-én. A mérkőzés 2–1-es Tottenham sikerrel végződött: a Tottenham ezzel megnyerte a kupát. Ez volt Keane első trófeája profi játékosként.
2008. április 12-én a Middlesbrough ellen játszotta 250-edik Tottenham mérkőzését. A találkozó 2–2-es döntetlennel ért véget a White Hart Lane-en. Hat góltalan meccs után május 3-án a Reading ellen ismét gólt szerzett, ezzel a találattal nyert idegenben a Tottenham, Keane pedig újra utolérte Berbatovot a házi góllövőlistán. Ez volt a játékos 80-adik bajnoki gólja a csapatban.
Keane az eddigi egyedüli játékos, aki a Tottenhamben háromszor lett az Év Játékosa (2003-ban, 2006-ban és 2008-ban).

### Liverpool

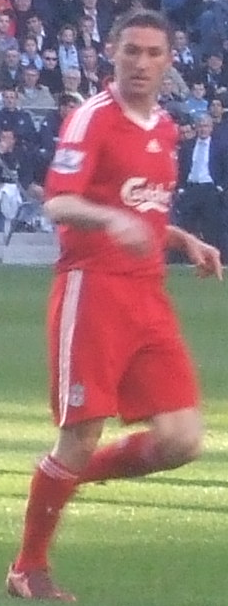
Keane a Manchester City ellen

A liverpooli klub már régóta le szerette volna igazolni Keane-t, Rafael Benítez vezetőedző első számú kiszemeltje volt az ír kapitány. Végül 2008. július 28-án egyezett meg a két csapat az átigazolásról. Keane 19 millió fontért írt alá 4 éves szerződést. Teljesítménytől függően az átigazolás összege 20,3 millió fontra emelkedhet.
Szeretném kifejezni köszönetemet a vezetőségnek, a játékosoknak és a szurkolóknak az elmúlt hat évért, eddigi pályafutásom legjobb és legélvezetesebb évei voltak. Sosem fogom elfelejteni őket. Külön szeretnék köszönetet mondani Daniel Levy elnöknek a megértéséért, hogy Liverpool szurkolóként csatlakozni hozzájuk egy életen át tartó álom valósult meg, ezt nem hagyhattam ki. Remélem, egy nap a Spurs szurkolók is megértik ezt. Csak jó dolgokat tudok mondani Tottenhames éveimről, és azt hiszem, Juande Ramos és Daniel Levy alatt egyre erősebbek lesznek.
A csapatban a 7-es számú mezt kapta, amit korábban Kenny Dalglish és Kevin Keegan is viselt. Első mérkőzését 2008. augusztus 16-án játszotta a Sunderland ellen. Első gólját 2008. október 1-jén a Bajnokok Ligája csoportkörében a PSV Eindhoven ellen szerezte az Anfielden. Első Premier League-góljára sokat kellett várni, de 2008. november 8-án kétszer is eredményes volt a West Bromwich Albion ellen.
Hat hét telt el Keane számára góltalanul, de újabb gólja egy döntő fontosságú egyenlítő volt az Arsenal ellen, amivel a Liverpool 1–1-es idegenbeli döntetlent ért el riválisa ellen. A következő bajnoki mérkőzésen a Bolton Wanderers ellen Keane újabb két gólt szerzett, a végeredmény 3–0 lett. A januári átigazolási időszakban Keane korábbi klubja, a Tottenham Hotspur ajánlatot tett a játékosért, amit a Liverpool elfogadott, így Keane visszatérhetett korábbi csapatához.

### Visszatérés a Tottenhambe
Keane 2009. február 2-án tért vissza a Tottenhamhez 12 millió fontért. Visszaigazolása azt is jelentette, hogy eddigi pályafutása alatt közel 75 millió fontot fizettek a csapatai érte. Négyéves szerződést írt alá a klubnál. Keane volt a három játékos egyike, akik visszaigazoltak a Tottenhambe az átigazolási időszak alatt. A másik két játékos Jermain Defoe és Pascal Chimbonda volt. Két nappal később kinevezték a Tottenham állandó csapatkapitányának; ezt a posztot már az első Tottenhames időszakában is betöltötte, ha Ledley King nem játszott. Első mérkőzését 2009. február 8-án játszotta a bajnokságban az Arsenal elleni derbin, ami 0–0-s döntetlen lett. Első gólját a harmadik és egyben 400. Tottenham-mérkőzésén szerezte a Middlesbrough ellen hazai pályán.

### Celtic
Keane 2010. február 1-jén a Celtic csapatához igazolt. A skótok kölcsönvették a Tottenhamtől.

### Atlético de Kolkata
2017 augusztus 4-én aláírt az Indiai Szuperligában szereplő Atlético de Kolkata csapatához.

### Válogatott

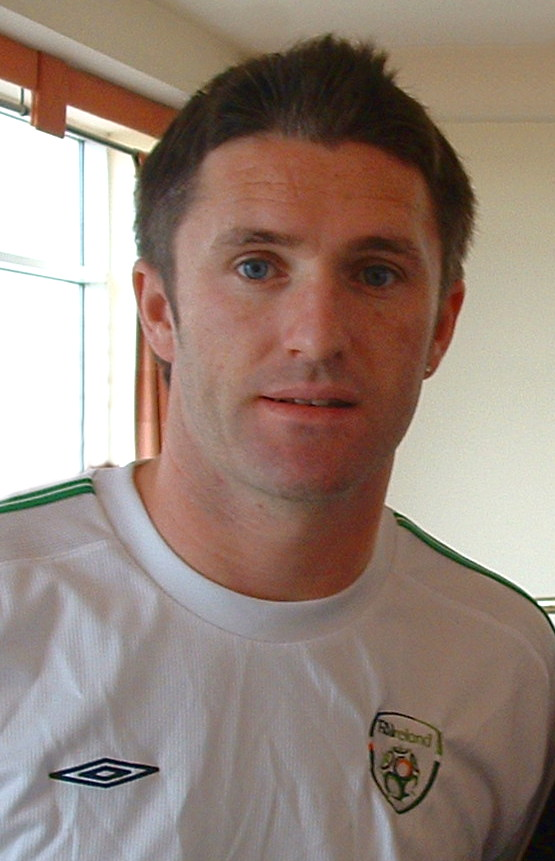
Robbie Keane

Keane az ír válogatott játékosa, csapatkapitánya. Tagja volt az ír ifjúsági labdarúgás "Aranygenerációjának" az 1990-es évek végén. Brian Kerr irányítása alatt megnyerték az U16-os és az U18-as Európa-bajnokságot 1988-ban, Robbie tagja volt a győztes U18-as válogatottnak. 1999-ben játszott a nigériai ifi-világbajnokságon, Írország a nyolcaddöntőben tizenegyesekkel távozott.
A felnőtt válogatottban Csehország ellen mutatkozott be 1998 márciusában Olomoucban. Első válogatottbeli gólját Málta ellen szerezte az év októberében. 70. mérkőzését San Marino ellen játszotta 2006. november 15-én, a mérkőzésen mesterhármast szerzett.
Jelenleg ő a válogatott gólkirálya; 97 mérkőzés alatt 41 gólt szerzett, ezzel felülmúlta Niall Quinn 21 gólos rekordját.
A 2002-es dél-koreai-japán rendezésű világbajnokságon is részt vett, 3 gólt lőtt a válogatott 4 mérkőzése alatt. Legismertebb gólja vitathatóan a Németország elleni, hosszabbításban lőtt egyenlítő, bár a spanyolok ellen lőtt egyenlítő gól az utolsó percben is egyaránt drámai volt.
Habár az ír válogatott elbukta a továbbjutást a 2006-os világbajnokságra, Keane 4 gólt szerzett az írek 8 meccsén, és ő maradt a legtermékenyebb gólszerző.
Steve Staunton, az új szövetségi kapitány nevezte ki Keane-t csapatkapitánynak. Első mérkőzésükön Staunton irányítása alatt Keane gólt szerzett Svédország ellen a Lansdowne Road-on, az utolsó itt rendezett mérkőzésen pedig mesterhármast szerzett. A Staunton helyét átvevő Giovanni Trapattoni is Keane-t hagyta meg csapatkapitánynak. 2008. május 29-én megszerezte 33. gólját is Kolumbia ellen a Craven Cottage-on, Londonban.
A 2008-as Eb selejtezőiben 4-szer volt eredményes.
- San Marino ellen, 2006. november 15. (mesterhármas (3 gól) 31. 58. (büntető) 85.)
- Wales ellen, 2007. november 17. (31.)

(Az utolsó számok a percet jelzik)
A 2010-es vb selejtezősorozatában kétszer zörgette meg ellenfele hálóját.
A 2012-es Eb selejtezőjében, az oroszok elleni meccsen azonban minden ír szurkoló megdöbbent: Keane betalált az oroszok ellen 11-esből, mégis elveszítették a meccset.

### Edzőként
2018 márciusában kinevezték az Atlético de Kolkata játékos–edzőjének. 2018 novemberében Mick McCarthy segédedzője lett a válogatottnál. 2019 júniusában elvállalta ugyanezt a pozíciót a Middlesbrough csapatánál is. 2020. június 23-án elhagyta az angol klubot, miután a szerződése lejárt. 2020-ban az UEFA edzői képesítését megszerezte és megkapta az UEFA Pro licencet. 2023. május 3-án Sam Allardyce másodedzője lett a Leeds United csapatánál. A gyenge szezont követően Allardyce és Keane közös megegyezéssel június 2-án elhagyta Leedst.
2023. június 26-án kinevezték az izraeli Makkabi Tel-Aviv menedzserének, ahova kétéves szerződést írt alá. 2025. január 6-án jelentették be, hogy a magyar Ferencváros új vezetőedzője lett.

## Sikerei, díjai
Tottenham Hotspur
- Angol Ligakupa-győztes – 2008

## Statisztika
| Klub                         | Szezon             | League              | League | League | Kupa  | Kupa  | Ligakupa | Ligakupa | Nemzetközi | Nemzetközi | Egyéb | Egyéb | Összesen | Összesen |
| Klub                         | Szezon             | Bajnokság           | Mérk.  | Gólok  | Mérk. | Gólok | Mérk.    | Gólok    | Mérk.      | Gólok      | Mérk. | Gólok | Mérk.    | Gólok    |
| ---------------------------- | ------------------ | ------------------- | ------ | ------ | ----- | ----- | -------- | -------- | ---------- | ---------- | ----- | ----- | -------- | -------- |
| Wolverhampton Wanderers      | 1997–98            | First Division      | 38     | 11     | 3     | 0     | 4        | 0        | —          | —          | —     | —     | 45       | 11       |
| Wolverhampton Wanderers      | 1998–99            | First Division      | 33     | 11     | 2     | 2     | 4        | 3        | —          | —          | —     | —     | 39       | 16       |
| Wolverhampton Wanderers      | 1999–2000          | First Division      | 2      | 2      | —     | —     | 1        | 0        | —          | —          | —     | —     | 3        | 2        |
| Wolverhampton Wanderers      | Összesen           | Összesen            | 73     | 24     | 5     | 2     | 9        | 3        | —          | —          | —     | —     | 87       | 29       |
| Coventry City                | 1999–2000          | Premier League      | 31     | 12     | 3     | 0     | 0        | 0        | —          | —          | —     | —     | 34       | 12       |
| Internazionale               | 2000–01            | Serie A             | 6      | 0      | 3     | 1     | 1        | 1        | 4          | 1          | —     | —     | 14       | 3        |
| Leeds United (Kölcsönben)    | 2000–01            | Premier League      | 18     | 9      | 2     | 0     | —        | —        | —          | —          | —     | —     | 20       | 9        |
| Leeds United                 | 2001–02            | Premier League      | 25     | 3      | 0     | 0     | 2        | 3        | 6          | 3          | —     | —     | 33       | 9        |
| Leeds United                 | 2002–03            | Premier League      | 3      | 1      | —     | —     | —        | —        | —          | —          | —     | —     | 3        | 1        |
| Leeds United                 | Összesen           | Összesen            | 46     | 13     | 2     | 0     | 2        | 3        | 6          | 3          | —     | —     | 56       | 19       |
| Tottenham Hotspur            | 2002–03            | Premier League      | 29     | 13     | 1     | 0     | 2        | 0        | —          | —          | —     | —     | 32       | 13       |
| Tottenham Hotspur            | 2003–04            | Premier League      | 34     | 14     | 3     | 1     | 4        | 1        | —          | —          | —     | —     | 41       | 16       |
| Tottenham Hotspur            | 2004–05            | Premier League      | 35     | 11     | 6     | 3     | 4        | 3        | —          | —          | —     | —     | 45       | 17       |
| Tottenham Hotspur            | 2005–06            | Premier League      | 36     | 16     | 1     | 0     | 1        | 0        | —          | —          | —     | —     | 38       | 16       |
| Tottenham Hotspur            | 2006–07            | Premier League      | 27     | 11     | 5     | 5     | 3        | 1        | 9          | 5          | —     | —     | 44       | 22       |
| Tottenham Hotspur            | 2007–08            | Premier League      | 36     | 15     | 3     | 2     | 5        | 2        | 10         | 4          | —     | —     | 54       | 23       |
| Liverpool                    | 2008–09            | Premier League      | 19     | 5      | 1     | 0     | 1        | 0        | 7          | 2          | —     | —     | 28       | 7        |
| Tottenham Hotspur            | 2008–09            | Premier League      | 14     | 5      | —     | —     | —        | —        | —          | —          | —     | —     | 14       | 5        |
| Tottenham Hotspur            | 2009–10            | Premier League      | 20     | 6      | 2     | 1     | 3        | 2        | —          | —          | —     | —     | 25       | 9        |
| Celtic (Kölcsönben)          | 2009–10            | Skót Premier League | 16     | 12     | 3     | 4     | 0        | 0        | —          | —          | —     | —     | 19       | 16       |
| Tottenham Hotspur            | 2010–11            | Premier League      | 7      | 0      | —     | —     | 1        | 1        | 5          | 0          | —     | —     | 13       | 1        |
| Tottenham Hotspur            | Tottenham Összesen | Tottenham Összesen  | 238    | 91     | 21    | 12    | 23       | 10       | 24         | 9          | —     | —     | 306      | 122      |
| West Ham United (kölcsönben) | 2010–11            | Premier League      | 9      | 2      | 1     | 0     | —        | —        | —          | —          | —     | —     | 10       | 2        |
| LA Galaxy                    | 2011               | Major League Soccer | 4      | 2      | 0     | 0     | —        | —        | 3          | 1          | 4     | 1     | 11       | 4        |
| Aston Villa (kölcsönben)     | 2011–12            | Premier League      | 6      | 3      | 1     | 0     | —        | —        | —          | —          | —     | —     | 7        | 3        |
| LA Galaxy                    | 2012               | Major League Soccer | 28     | 16     | 0     | 0     | —        | —        | 3          | 1          | 6     | 6     | 37       | 23       |
| LA Galaxy                    | 2013               | Major League Soccer | 23     | 16     | 0     | 0     | —        | —        | 5          | 3          | 2     | 0     | 30       | 19       |
| LA Galaxy                    | 2014               | Major League Soccer | 29     | 19     | 1     | 0     | —        | —        | 2          | 2          | 5     | 2     | 37       | 23       |
| LA Galaxy                    | 2015               | Major League Soccer | 24     | 20     | 2     | 3     | —        | —        | 1          | 2          | 1     | 0     | 28       | 25       |
| LA Galaxy                    | 2016               | Major League Soccer | 17     | 10     | 0     | 0     | —        | —        | 2          | 0          | 3     | 0     | 22       | 10       |
| LA Galaxy                    | LA Galaxy összesen | LA Galaxy összesen  | 125    | 83     | 3     | 3     | —        | —        | 16         | 9          | 21    | 9     | 165      | 104      |
| Atlético de Kolkata          | 2017–18            | Indiai Szuperliga   | 9      | 6      | 2     | 2     | —        | —        | —          | —          | —     | —     | 11       | 8        |
| Teljes karrier               | Teljes karrier     | Teljes karrier      | 578    | 251    | 45    | 24    | 36       | 17       | 57         | 24         | 21    | 9     | 737      | 325      |

1. ↑  Egy pályára lépes a Bajnokok ligájában és három pályára lépés az UEFA-kupán
2. 1 2 3  pályára lépés az UEFA-kupán
3. 1 2  Pályára lépések az UEFA-bajnokok ligájában
4. 1 2 3 4 5 6  Pályára lépések a CONCACAF-bajnokok ligáján
5. 1 2 3 4 5 6  Pályára lépések az MLS kupa rájátszásban

### A válogatottban
| Nemzeti csapat | Év       | Mérk. | Gólok |
| -------------- | -------- | ----- | ----- |
| Írország       | 1998     | 5     | 2     |
| Írország       | 1999     | 8     | 3     |
| Írország       | 2000     | 9     | 2     |
| Írország       | 2001     | 7     | 1     |
| Írország       | 2002     | 11    | 6     |
| Írország       | 2003     | 7     | 4     |
| Írország       | 2004     | 10    | 6     |
| Írország       | 2005     | 7     | 1     |
| Írország       | 2006     | 6     | 4     |
| Írország       | 2007     | 8     | 3     |
| Írország       | 2008     | 7     | 3     |
| Írország       | 2009     | 11    | 6     |
| Írország       | 2010     | 8     | 4     |
| Írország       | 2011     | 10    | 8     |
| Írország       | 2012     | 8     | 1     |
| Írország       | 2013     | 9     | 8     |
| Írország       | 2014     | 7     | 3     |
| Írország       | 2015     | 5     | 2     |
| Írország       | 2016     | 3     | 1     |
| Összesen       | Összesen | 146   | 68    |

### Góljai az ír válogatottban
|     | Dátum               | Stadion                  | Ellenfél        | Gól | Eredmény    | Kiírás               |
| --- | ------------------- | ------------------------ | --------------- | --- | ----------- | -------------------- |
| 1.  | 1998. október 14.   | Dublin                   | Málta           | 5–0 | Győzelem    | 2000-es Eb selejtező |
| 2.  | 1998. október 14.   | Dublin                   | Málta           | 5–0 | Győzelem    | 2000-es Eb selejtező |
| 3.  | 1999. szeptember 1. | Dublin                   | Jugoszlávia     | 2–1 | Győzelem    | 2000-es Eb selejtező |
| 4.  | 1999. szeptember 8. | La Valletta              | Málta           | 3–2 | Győzelem    | 2000-es Eb selejtező |
| 5.  | 1999. november 13.  | Dublin                   | Törökország     | 1–1 | Döntetlen   | 2000-es Eb selejtező |
| 6.  | 2000. február 23.   | Dublin                   | Csehország      | 3–2 | Győzelem    |                      |
| 7.  | 2000. szeptember 2. | Amszterdam               | Hollandia       | 2–2 | Döntetlen   | 2002-es vb selejtező |
| 8.  | 2001. november 10.  | Dublin                   | Irán            | 2–0 | Győzelem    | 2002-es vb selejtező |
| 9.  | 2002. február 13.   | Dublin                   | Oroszország     | 2–0 | Győzelem    |                      |
| 10. | 2002. március 27.   | Dublin                   | Dánia           | 3–0 | Győzelem    |                      |
| 11. | 2002. június 5.     | Kasima Stadion, Ibaraki  | Németország     | 1–1 | Döntetlen   | 2002-es vb           |
| 12. | 2002. június 11.    | Jokohama                 | Szaúd-Arábia    | 3–0 | Győzelem    | 2002-es vb           |
| 13. | 2002. június 16.    | Szuvon                   | Spanyolország   | 1–1 | Döntetlen   | 2002-es vb           |
| 14. | 2002. augusztus 21. | Helsinki                 | Finnország      | 3–0 | Győzelem    |                      |
| 15. | 2003. június 7.     | Dublin                   | Albánia         | 2–1 | Győzelem    | 2004-es Eb selejtező |
| 16. | 2003. június 11.    | Dublin                   | Grúzia          | 2–0 | Győzelem    | 2004-es Eb selejtező |
| 17. | 2003. november 18.  | Dublin                   | Kanada          | 3–0 | Győzelem    |                      |
| 18. | 2003. november 18.  | Dublin                   | Kanada          | 3–0 | Győzelem    |                      |
| 19. | 2004. március 31.   | Dublin                   | Csehország      | 2–1 | Győzelem    |                      |
| 20. | 2004. június 5.     | Amszterdam               | Hollandia       | 1–0 | Győzelem    |                      |
| 21. | 2004. szeptember 4. | Dublin                   | Ciprus          | 3–0 | Győzelem    | 2006-os vb selejtező |
| 22. | 2004. október 13.   | Dublin                   | Feröer          | 2–0 | Győzelem    | 2006-os vb selejtező |
| 23. | 2004. október 13.   | Dublin                   | Feröer          | 2–0 | Győzelem    | 2006-os vb selejtező |
| 24. | 2004. november 16.  | Dublin                   | Horvátország    | 1–0 | Győzelem    |                      |
| 25. | 2005. június 4.     | Dublin                   | Izrael          | 2–2 | Döntetlen   | 2006-os vb selejtező |
| 26. | 2006. március 1.    | Dublin                   | Svédország      | 3–0 | Győzelem    |                      |
| 27. | 2006. november 15.  | Dublin                   | San Marino      | 5–0 | Győzelem    | 2008-as Eb selejtező |
| 28. | 2006. november 15.  | Dublin                   | San Marino      | 5–0 | Győzelem    | 2008-as Eb selejtező |
| 29. | 2006. november 15.  | Dublin                   | San Marino      | 5–0 | Győzelem    | 2008-as Eb selejtező |
| 30. | 2007. augusztus 22. | Aarhus                   | Dánia           | 4–4 | Döntetlen   |                      |
| 31. | 2007. augusztus 22. | Aarhus                   | Dánia           | 4–4 | Döntetlen   |                      |
| 32. | 2007. november 17.  | Cardiff                  | Wales           | 2–2 | Döntetlen   | 2008-as Eb selejtező |
| 33. | 2008. május 29.     | Craven Cottage, London   | Kolumbia        | 1–0 | Győzelem    | Barátságos mérkőzés  |
| 34. | 2008. augusztus 20. | Ullevaal Stadion, Oslo   | Norvégia        | 1–1 | Döntetlen   | Barátságos mérkőzés  |
| 35. | 2008. október 15.   | Croke Park, Dublin       | Ciprus          | 1–0 | Győzelem    | 2010-es vb-selejtező |
| 36. | 2009. február 11.   | Croke Park, Dublin       | Grúzia          | 2–1 | Győzelem    | 2010-es vb-selejtező |
| 37. | 2009. február 11.   | Croke Park, Dublin       | Grúzia          | 2–1 | Győzelem    | 2010-es vb-selejtező |
| 38. | 2009. április 1.    | San Nicola Stadion, Bari | Olaszország     | 1–1 | Döntetlen   | 2010-es vb-selejtező |
| 39. | 2009. szeptember 5. | GSP Stadion, Nicosia     | Ciprus          | 2-1 | Győzelem    | 2010-es vb-selejtező |
| 40. | 2010. szeptember 7. | Aviva Stadion, Dublin    | Andorra         | 3-1 | Győzelem    | 2012 eb-selejtező    |
| 41. | 2010. október 8.    | Aviva Stadion, Dublin    | Oroszország     | 2-3 | Vereség (!) | 2012 eb-selejtező    |
| 42. | 2011. március 26.   | Aviva Stadion, Dublin    | Észak-Macedónia | 2-1 | Győzelem    | 2012 eb-selejtező    |
| 43. | 2011. június 4.     | Philip II Arena, Skopje  | Észak-Macedónia | 2-0 | Győzelem    | 2012 eb-selejtező    |
| 44. | 2011. június 4.     | Philip II Arena, Skopje  | Észak-Macedónia | 2-0 | Győzelem    | 2012 eb-selejtező    |

## Edzői statisztika
Utolsó elszámolt mérkőzés dátuma: 2025. augusztus 19.
| Csapat              | –tól             | –ig              | Statisztika | Statisztika | Statisztika | Statisztika | Statisztika | Statisztika | Statisztika | Statisztika |
| Csapat              | –tól             | –ig              | M           | GY          | D           | V           | RG          | KG          | GK          | GY %        |
| ------------------- | ---------------- | ---------------- | ----------- | ----------- | ----------- | ----------- | ----------- | ----------- | ----------- | ----------- |
| Atlético de Kolkata | 2018. március 3. | 2018. június 30. | 3           | 2           | 0           | 1           | 6           | 4           | +2          | 66.67%      |
| Makkabi Tel-Aviv    | 2023. július 1.  | 2024. június 30. | 53          | 38          | 10          | 5           | 113         | 45          | +68         | 71.7%       |
| Ferencváros         | 2025. január 6.  | jelenleg is      | 34          | 19          | 9           | 6           | 70          | 40          | +30         | 55.88%      |
| Összesítve          | Összesítve       | Összesítve       | 90          | 59          | 19          | 12          | 189         | 89          | +100        | 65.56%      |

## Érdekességek
- Nem keverendő össze Roy Keane-nel, a Manchester United és ír válogatott kapitánnyal. Csupán a becenevük egyezik: Keano; mindkét játékos szurkolói szeretik énekelni: "There is only one Keano".
- Jellegzetes a gólöröme: a pálya egyik oldalára fut, bemutat egy cigánykereket, majd egy bukfencet, és egy térdre érkezik le.[46]
- Rokona a Cardiff City játékosának, Jason Byrne-nek, akivel együtt játszottak az ír válogatott barátságos meccsén Lengyelország ellen 2004-ben.
- Felesége a korábbi Miss Ireland, Claudine Palmer. 2008. június 7-én házasodtak össze a dél-dublini Ballybrack-ben.[47] Két gyermekük született.[48]
- Legjobb barátai Carl Robinson, a Toronto FC játékosa (korábban csapattársa a Wolves-nél) és a Newcastle United-es Alan Smith, Leeds-beli csapattársa.
- Kisfiúként a Celtic szurkolója volt.[49]
- Két testvére van, akik ikrek: Georgina és Gary Keane.[forrás?]

## Külső hivatkozások
- Robbie Keane pályafutásának statisztikái a Soccerbase oldalon (angolul)

- Profilja a Tottenham hivatalos oldalán
- Profilja a BBC Sport-on Archiválva 2007. szeptember 2-i dátummal a Wayback Machine-ben
- Keane adatlapja a Liverpool hivatalos oldalán
- Profilja a FIFA.com-on Archiválva 2015. július 7-i dátummal a Wayback Machine-ben